# 烟台莱山国际机场
烟台莱山国际机场是位於中華人民共和國山東省煙台市南郊、烟青一级公路东侧的一座军用飛機場，距離市中心直线距离约15公里，曾是山東航空公司的重點机场，机场飞行区等级4E。机场占地面积18.53公顷，跑道长3,200米，可满足波音747等大型飞机安全起降。国际、国内候机楼面积2.4万平方米，停机坪11.7万平方米，19个停机位。1997年1月被国务院正式批准为国家一类航空口岸。2015年5月28日因烟台蓬莱国际机场啟用而轉為軍用機場。
2013年，完成旅客吞吐量364万人次，同比增长21.8%，货邮吞吐量4.83万吨，同比增长20.6%。

## 发展历史
1984年10月8日，烟台机场正式通航。首次降落客机为只有36个座位的安-24型民航客机。
1986年10月24日：郑菜田驾歼-6（米格-19）战斗机，从山东烟台起飞，降落于韩国忠清北道清州。 1986年12月19日抵达台湾。
1987年9月，烟台机场启动扩建工程，并于1988年7月完工复航，扩建后跑道长为2600米，宽60米，厚度32厘米，可以起降MD-82和波音737。
1992年7月，烟台机场停机坪扩建，11月竣工，停机坪总面积达到26950平方米。
1992年8月，国务院批准同意开放烟台航空货运口岸。
1994年1月，烟台机场新扩建的13700平方米停机坪通过验收并正式交付使用，此项由烟台市投资380万元。
1994年6月，烟台机场国际候机厅开始扩建，面积1400平方米，10月通过国家级验收。
1994年6月，国务院同意开放烟台航空客运口岸。
1995年6月4日，烟台机场烟台－汉城临时包机首次通航。
1996年1月，烟台机场国际候机楼正式开工，并于1997年4月完工，1997年5月正式投入使用。
1997年5月，烟台机场国际候机楼正式投入使用。
2001年6月，烟台机场国内、国际候机楼连接工程完工并投入使用。
2002年8月，烟台机场国内候机楼改造工程完工并投入使用。
2003年8月，烟台机场国际候机楼改造工程竣工并投入使用。
2003年11月，烟台机场正式移交给烟台市人民政府。
2004年12月30日，烟台机场旅客吞吐量突破100万人次。
2005年7月，烟台机场停机坪、滑行道、联络道改造扩建工程顺利竣工。
2007年6月，烟台国际机场飞行区改扩建跑道工程全面开工，项目总投资4.88亿元。工程包括在原有主跑道东侧新建一条长3200米、宽50米的跑道，将原有跑道改为平行滑行道使用，并向南延长600米，使总长度达到3200米。在新跑道与改造平行滑行道之间，新建4条快速脱离道、3条联络道。
2007年8月，中国民航局批准“烟台莱山机场”更名为“烟台莱山国际机场”，英文名称为：YANTAI LAISHAN INTERNATIONAL AIRPORT。
2008年12月18日，烟台莱山国际机场新建3200米跑道启用。
2009年，烟台莱山国际机场改扩建工程完工。
2009年12月11日，烟台机场旅客吞吐量突破200万人次。
2013年10月23日，烟台机场旅客吞吐量突破300万人次。
2014年11月27日，烟台机场旅客吞吐量突破400万人次。
2015年5月27日，烟台莱山国际机场在晚22点正式关闭。
2015年5月28日，烟台蓬莱国际机场零时起正式启航，烟台莱山国际机场所有航班搬迁至烟台新蓬莱国际机场起降。

## 航點
已全部轉移至烟台蓬莱国际机场

## 外部連結
- 煙台國際機場集團 （页面存档备份，存于）
- 煙台萊山國際機場目的地 （页面存档备份，存于）